# Agroelymus cayouetteorum
Agroelymus cayouetteorum är en gräsart som beskrevs av Joseph Robert Bernard Boivin. Agroelymus cayouetteorum ingår i släktet Agroelymus och familjen gräs. Inga underarter finns listade i Catalogue of Life.